# Grundsteuergesetz
Das Grundsteuergesetz ist ein Bundesgesetz, das einen Teil der Gemeinden in Deutschland ermächtigt, auf bebaute, unbebaute und landwirtschaftlich genutzte Grundstücke in ihrem Gemeindegebiet Grundsteuern zu erheben. Für die übrigen Gemeinden gelten abweichende oder ergänzende Landesgesetze. Im Zuge der Grundsteuerreform 2019 haben die Bundesländer Baden-Württemberg, Bayern, Hamburg, Hessen und Niedersachsen eigenständige Grundsteuergesetze erlassen, wirksam ab dem Jahr 2025 (Übersicht → Grundsteuermodelle der Bundesländer). Das bundeseinheitliche Grundsteuergesetz war als Rechtsgrundlage nur für diejenige Grundsteuer gültig, die für die Jahre bis 2024 zu entrichten war.
Die Grundsteuer ist neben der Gewerbesteuer die wichtigste Steuer, die direkt den Gemeinden zufließt. Sie trägt im erheblichen Maße zur Finanzierung der Gemeindehaushalte bei.